# Clássico da Zona Norte
Clássico da Zona Norte é o nome que recebe a partida de futebol envolvendo as duas equipes mais populares da Zona Norte da Grande Buenos Aires: Platense (os Calamares) e Tigre (os Matadores de Victoria).

## História
Embora é certo que desde a década de 1980 a torcida do Platense iniciou uma rivalidade importante com os torcedores do Argentinos Juniors, e a do Tigre fez o mesmo com os de Chacarita Juniors, a partida entre eles é considerada um clássico histórico pelos seguintes motivos:
1) Pela vizinhança, historicamente a torcida do Tigre sempre esteve presente em toda a Zona Norte da Grande Buenos Aires (e inclusive em alguns bairros de Buenos Aires), e grande parte dos torcedores do Platense também. Essa questão de vizinhança é o principal motivo desta rivalidade histórica.
2) Sempre houve uma péssima relação entre as torcidas e nunca houve amizade entre elas.
3) Desde o início do futebol (amadorismo e profissionalismo) e até 1980 enfrentaram-se de forma quase ininterrupita nas diferentes divisões. O destino os separou durante 19 anos, mas em 1999 voltaram a enfrentar-se.
4) Em 23 de abril de 1916 jogaram por segunda vez. Foi no velho estádio do Tigre e ali ocorreu o primeiro enfrentamento violento entre ambas torcidas. Os torcedores do Platense foram atacados pelos do Tigre quando tentavam cruzar a ponte sobre o Rio Reconquista. Ali nasceu uma mútua inimizade que nunca cessou.
5) Em 1925, um jogo Platense-Tigre teve de ser suspenso por causa de uma série de incidentes.
6) Inicialmente o estádio do Tigre estava na cidade homônima e em 1936 foi transferido à localidade de Victoria, mas sempre seu rival mais próximo e vizinho foi o Platense, que durante muitos anos teve sua sede no bairro portenho de Núñez, a poucas quadras de seu atual estádio na cidade de Vicente López.
7) Quando Bernabé Ferreyra demonstrou seu grande talento no Tigre (entre 1929 e 1931), em 1932 a diretoria do Platense não quis ficar por baixo e viajou até Rufino, a cidade natal de Bernabé Ferreyra, e contratou seu irmão Paulino Ferreyra para que jogasse pela sua equipe, o que ocorreu mas sem êxito.
8) Na década de 1960 houve um julgamento entre ambas instituições, por uma suspeita de suborno em uma partida. Em 1980, Platense processou o Tigre pelos danos que sua torcida fizeram aos banheiros de seu atual estádio.
Em 1998, outra vez Platense processou o Tigre já que os "Calamares" alugaram aos "Matadores" um prédio na localidade bonaerense de Benavídez para a prática de futebol e os de Tigre devolveram-o em péssimas condições.
9) Quando ambos disputavam a ponta do torneio de 1976, ocorreu a partida com maior público. Foi no Estádio Don León Kolbovsky, do Atlanta e calcula-se que houve 32 500 pessoas. Platense venceu por 4 a 2.
10) Em 1974 houve um enfrentamento corpo a corpo entre torcedores. Isto repetiu-se em 1975 (ambas no Estádio do Tigre) e em 1980 (no estádio do Platense).
Em 1976, Platense mandou suas partidas em Tigre contra o Sportivo Patria de Formosa pelo Torneio Nacional desse ano e a torcida dos "Matadores" se fez presente para apoiar os formosenhos. Na saída ocorreram sérios incidentes.
11) Na década de 1970 os torcedores do Platense selaram uma forte amizade com seus vizinhos do Defensores de Belgrano. Casualmente, a torcida do Tigre sempre teve uma excelente relação com os torcedores do Excursionistas, clássico rival do Defensores de Belgrano. Dali em diante, e ao longo dos 19 anos que Platense e Tigre não jogaram por estarem em divisões diferentes, cada vez que Defensores enfrentava a Tigre era uma partida distinta. A torcida do Tigre aproveitou cada ocasião para dedicar grande parte de seus cantos aos “Calamares”, e mais de uma vez pode observar-se diversos torcedores do Platense acompanhando aos de Defensores. Em 1996 um torcedor do Tigre perdeu a vida em uma revolta que ocorreu nas imediações da Estación Victoria.

## Retrospecto
| Contexto                   | Disputados | Vitórias Platense | Empates | Vitória Tigre |
| -------------------------- | ---------- | ----------------- | ------- | ------------- |
| Todas as partidas oficiais | 107        | 43                | 34      | 30            |

| Platense | Tigre |  |